# Quốc lộ 8
Quốc lộ 8 là tuyến giao thông đường bộ cấp quốc gia, toàn tuyến nằm trong địa phận tỉnh Hà Tĩnh. Đây là một phần của đường Xuyên Á AH15.

## Quốc lộ 8A
Phần từ điểm giao cắt với Quốc lộ 1 tại km 482 (Quốc lộ 1) ở địa phận phường Bắc Hồng, thị xã Hồng Lĩnh chạy về phía Tây gọi là quốc lộ 8A; đi qua huyện Đức Thọ (qua cầu Đò Trai, ngã ba Lạc Thiện, ngã tư Bà Viên) đến cầu Linh Cảm lên huyện Hương Sơn (Nầm, thị trấn Phố Châu, cầu Hà Tân, thị trấn Tây Sơn) đến cửa khẩu Cầu Treo (biên giới Việt - Lào). Tổng chiều dài 85 km. Quốc lộ 8A được phát triển từ thời Pháp thuộc. Thời đó, quốc lộ 8 chạy từ Hồng Lĩnh sang bên Lào, giao với quốc lộ 13 Nam của Lào. Mặt đường rộng từ 6m đến 16m, trải bê tông nhựa. Qua 36 cầu lớn nhỏ, trong đó có 2 cầu lớn là cầu Linh Cảm dài 228,8m và cầu Hà Tân dài 171,7m. Đoạn Kim Sơn – Biên giới Việt – Lào đường dốc, vách ta luy cao, nhiều vực sâu hay bị sụt lở.

## Quốc lộ 8B
Phần từ điểm giao cắt với Quốc lộ 1 ở địa phận phường Đậu Liêu, thị xã Hồng Lĩnh chạy về hướng Đông Bắc, ngay dưới chân núi Hồng Lĩnh và bờ phải của sông Lam, đến địa phận thị trấn Xuân An, huyện Nghi Xuân lại gặp Quốc lộ 1, đi tiếp qua thị trấn Nghi Xuân đến cảng Xuân Hải gọi là quốc lộ 8B. Toàn tuyến dài 25 km, đường cụt, trong đó đoạn tới thị trấn Nghi Xuân dài 17 km là đường cấp IV đồng bằng, đoạn còn lại là đường cấp III đảm bảo cho xe tải trọng lớn ra vào cảng. Đây là tuyến đường nối thị xã Hồng Lĩnh với thị trấn huyện lỵ Nghi Xuân của huyện Nghi Xuân.

## Quốc lộ 8C
Ngày 17 tháng 2 năm 2017, Bộ GTVT đã ban hành Quyết định số 442/QĐ-BGTVT về việc chuyển một số tuyến đường địa phương tỉnh Hà Tĩnh và tỉnh Nghệ An thành Quốc lộ 8C; Tổng cục Đường bộ Việt Nam có Công văn số 727/QĐ-TCĐBVN ngày 01/3/2017 về việc giao nhiệm vụ quản lý, bảo trì và khai thác tuyến Quốc lộ 8C cho Sở GTVT Hà Tĩnh.
Tuyến Quốc lộ 8C, với điểm đầu: Km 0+00 của ĐT.551 thuộc thị trấn Thiên Cầm, huyện Cẩm Xuyên giao với Quốc lộ 15B tại Km 48+250; Điểm cuối tại huyện Thanh Chương, tỉnh Nghệ An giao với Quốc lộ 46 tại Km 71+200.
Hướng tuyến xuất phát từ Km 0+00 thuộc ĐT.551 đi theo các đường ĐT.551: Km 0+00 – Km 25+200; ĐT.554: Km 60+00 – Km 32+00; ĐT.550: Km 27+600 – Km 30+600; Quốc lộ 14: Km 395+750 – Km 362+200; Quốc lộ 8: Km 15+400 – Km 19+500; ĐT.8B (cũ): Km 0 – Km 6+400; Đường Sơn Ninh – Sơn Trung; Đường Lê Hữu Trác; Đường Giang – Lâm – Lĩnh; Đường Tây – Lĩnh – Hồng; Đường vào Nông trường Chè, tỉnh Nghệ An.
Tổng chiều dài tuyến là 101,1 km (không tính đoạn trùng với Quốc lộ 1 dài 1 km; Quốc lộ 15 dài 33,5 km; Quốc lộ 8 dài 4,1 km).
Hiện nay, Sở GTVT Hà Tĩnh đang khẩn trương hoàn tất các thủ tục theo quy định hiện hành để tiến hành xây dựng kế hoạch chi tiết cắm lý trình tuyến, lập hồ sơ quản lý đường; Xây dựng kế hoạch vốn bảo trì, phương án đấu thầu quản lý, bảo dưỡng thường xuyên để thực hiện hợp đồng giao nhận thầu từ ngày 01/7/2017 (trước mắt đặt hàng) để trình Tổng cục Đường bộ Việt Nam xem xét, chấp thuận.

## Hình ảnh

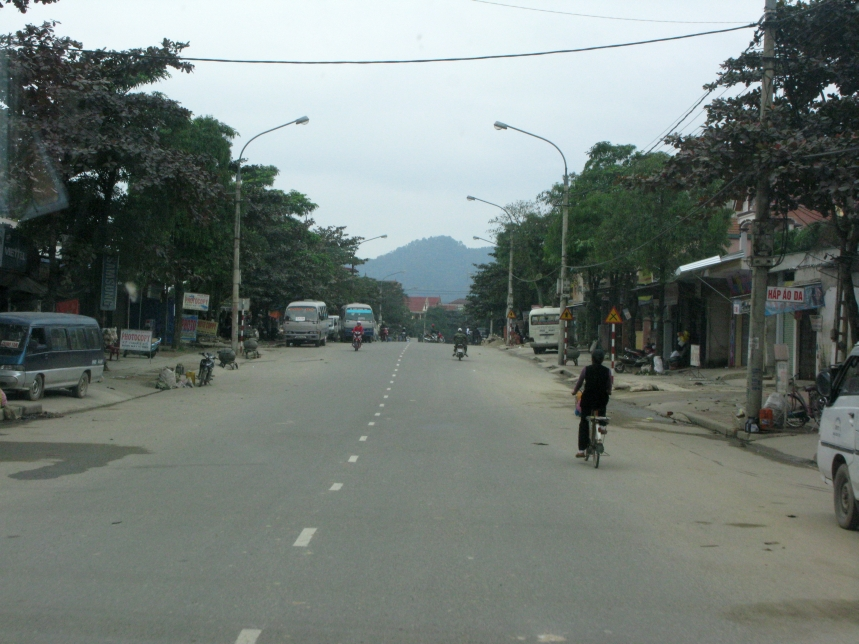
Quốc lộ 8A, đoạn qua Tây Sơn, Hương Sơn.
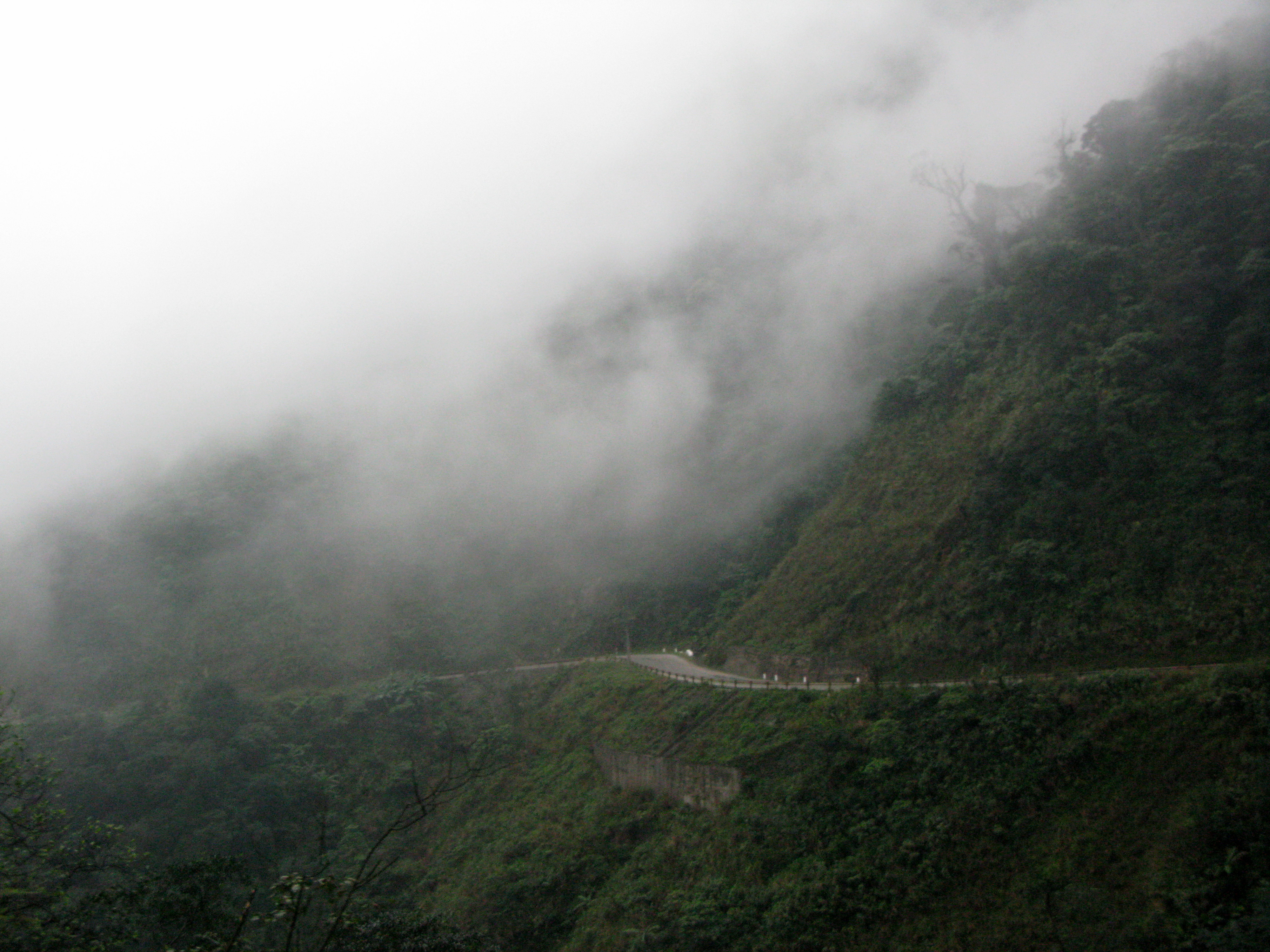
Quốc lộ 8A, đoạn trên dãy Trường Sơn, gần biên giới Việt-Lào.
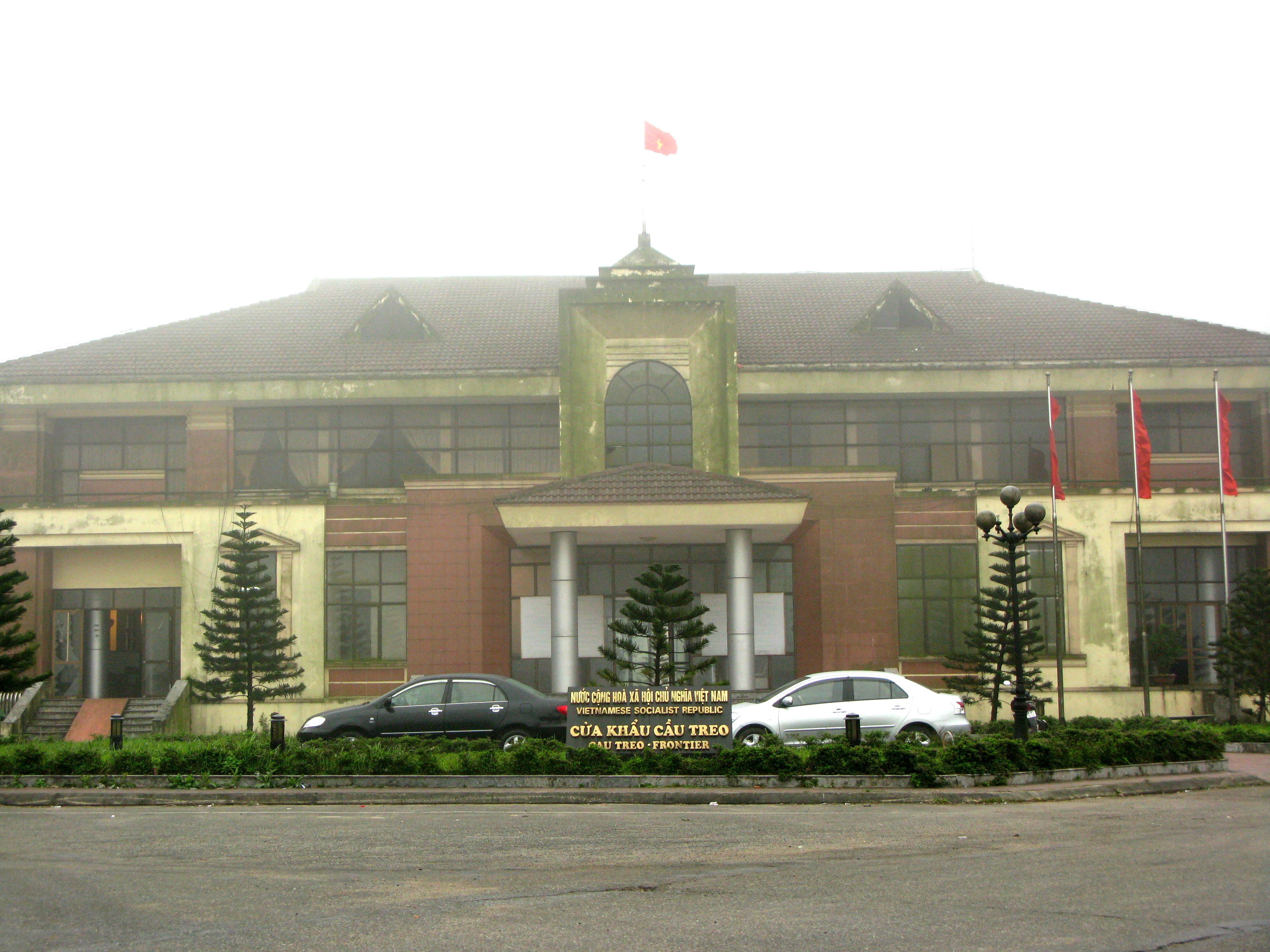
Cửa khẩu Cầu Treo, điểm cuối của Quốc lộ 8A.
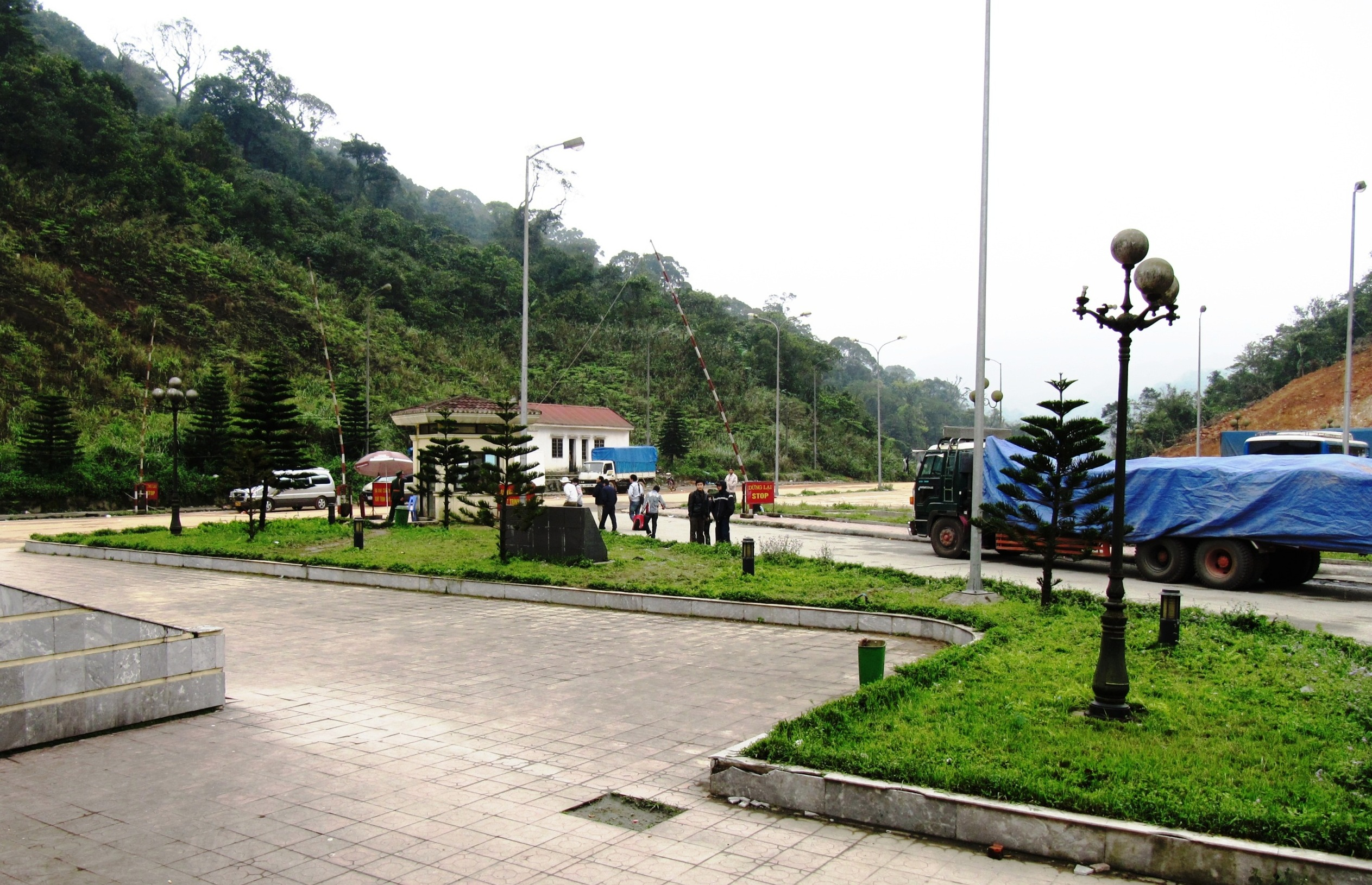
Đỉnh đèo Keo Nưa, biên giới Việt Nam - Lào, 2010
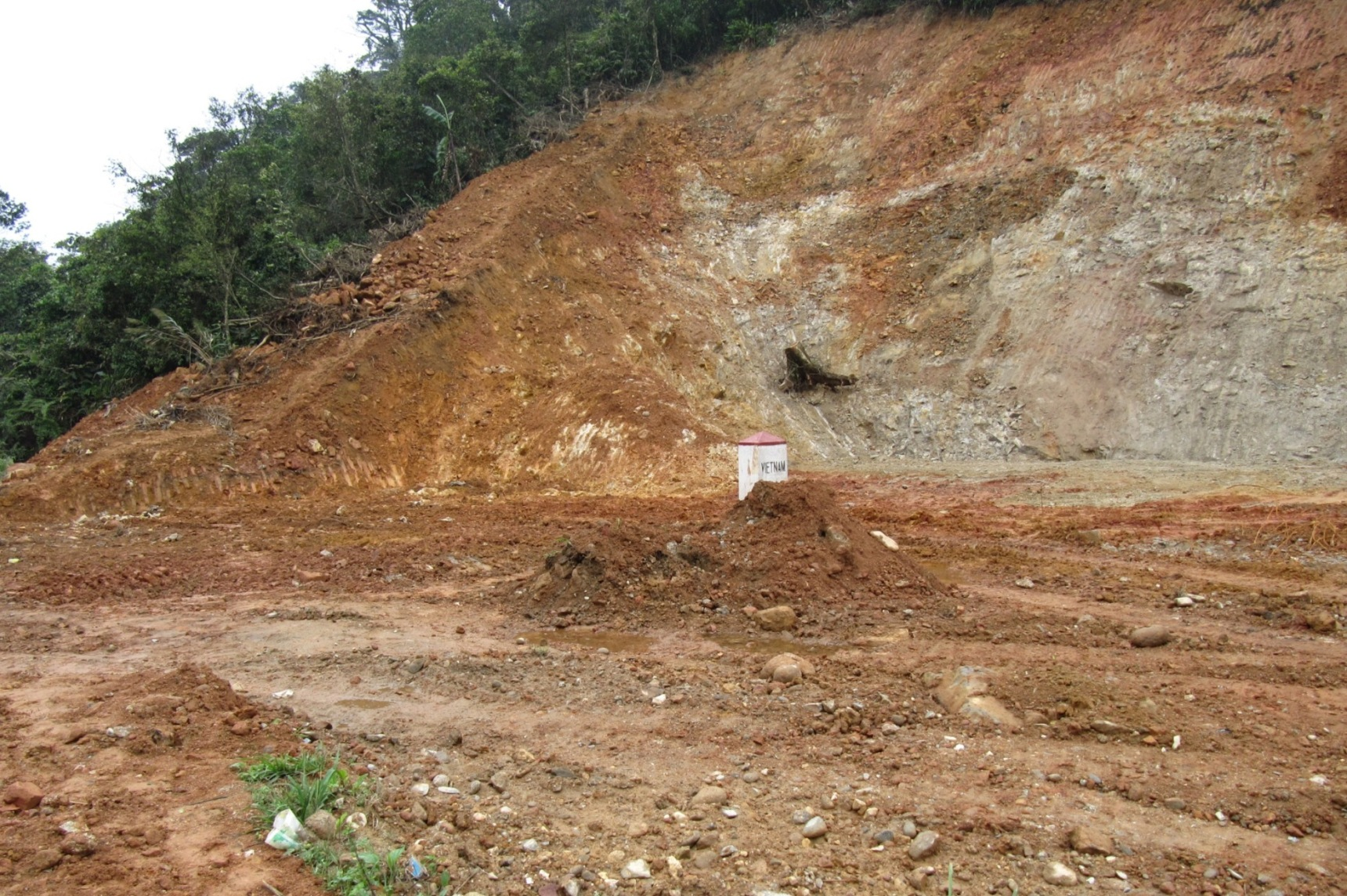
Mốc biên giới khi chuẩn bị xây lại, 2010